# 프레데리크 조시네
프레데리크 조시네(프랑스어: Frédérique Jossinet, 1975년 12월 16일~)는 프랑스의 유도 선수이다. 2004년 하계 올림픽에서 여자 엑스트라라이트급 은메달을 획득했으며 세계 선수권 대회에서 은메달 2개, 동메달 2개를 획득했다.